# Sujeito-objeto-verbo
SOV é o acrônimo para sujeito-objeto-verbo, expressão se refere, na linguística, às línguas que adotam, preferencialmente, a ordem "sujeito-objeto-verbo" em suas sintaxes.

## Características
Uma frase que obedeça à disposição SOV quase sempre terá seu verbo como a última palavra. Um exemplo de ordem SOV em português, seria, por exemplo: "João (sujeito) a maçã (objeto) come (verbo)". Embora a maioria da outras línguas românicas utilize regularmente a sintaxe SVO, em algumas construções frásicas onde é empregue um pronome pessoal de complemento, o objeto surge primeiro que o verbo como por exemplo na frase em francês: "Jean mange la pomme", (O João come a maçã), que ficaria "Jean la mange" (O João a come) quando utilizado o pronome. Este fenómeno de colocação pronominal ante o verbo manifesta-se numa forma menos abrangente e mais rigorosa em português onde existem atratores e regras específicas para cada tipo de colocação pronominal, que, no total, são três: ênclise, próclise e mesóclise. A próclise e mais raramente a ênclise são utilizadas em francês e espanhol, mas a mesóclise é exclusiva do português.

## Ocorrências
Esta disposição ocorre em vários idiomas, como:
- Alemão
- Coreano
- Japonês
- Latim
- Quéchua
- Tupi antigo[1]
- Turco